# Juan Schiaretti

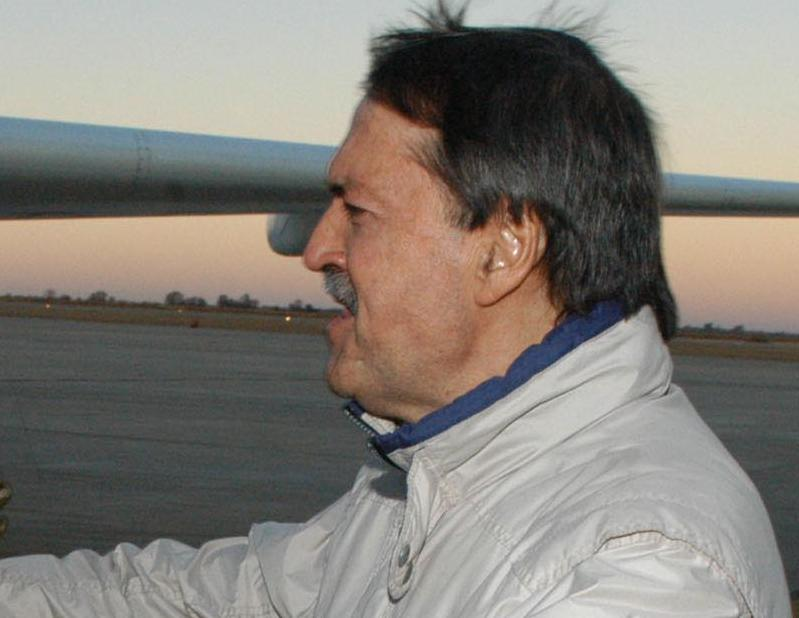
Juan Schiaretti

Juan Schiaretti (* 19. Juni 1949 in Córdoba), bekannt unter dem Namen El Gringo, ist ein Politiker der Peronistischen Partei aus der Provinz Córdoba in Argentinien. Von 2007 bis 2011 und 2015 bis 2023 war er Gouverneur (Gobernador) dieser Provinz.

## Biographie
Schiaretti besuchte die Escuela Pública Nacional 95 in Córdoba. 1997 heiratete er Alejandra María Vigo. Mit ihr bekam er schon vorher zwei Kinder. Er gehört dem Partido Justicialista (PJ, auch „peronistische Partei“) an, die im Provinzparlament Legislatura Provincial seit 2007 die Mehrheit besitzt. Zwischen 2007 und 2011 war er Gouverneur von Córdoba. 2015 wurde er für die Wahlallianz Unión por Córdoba erneut zum Gouverneur seiner Heimatprovinz gewählt und löste seinen Parteifreund José Manuel de la Sota ab. 2019 wurde Schiaretti deutlich im Amt bestätigt, welches er bis 2023 innehatte.
Bei der Präsidentschaftswahl 2023 trat Schiaretti für das Wahlbündnis Hacemos por Nuestro País an. Die Vorwahlen überstand er mit 3,8 %. Im ersten Wahlgang der Präsidentschaftswahl verbesserte er sein Ergebnis auf knapp 7 %, schied damit jedoch aus.